# Castello di Klaipėda

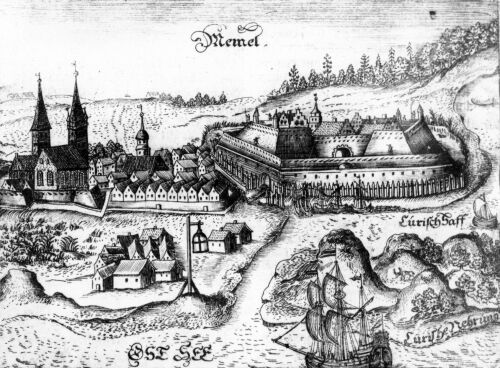
Il castello di Klaipėda nel XVII secolo

Pianta del castello nel XVII secolo

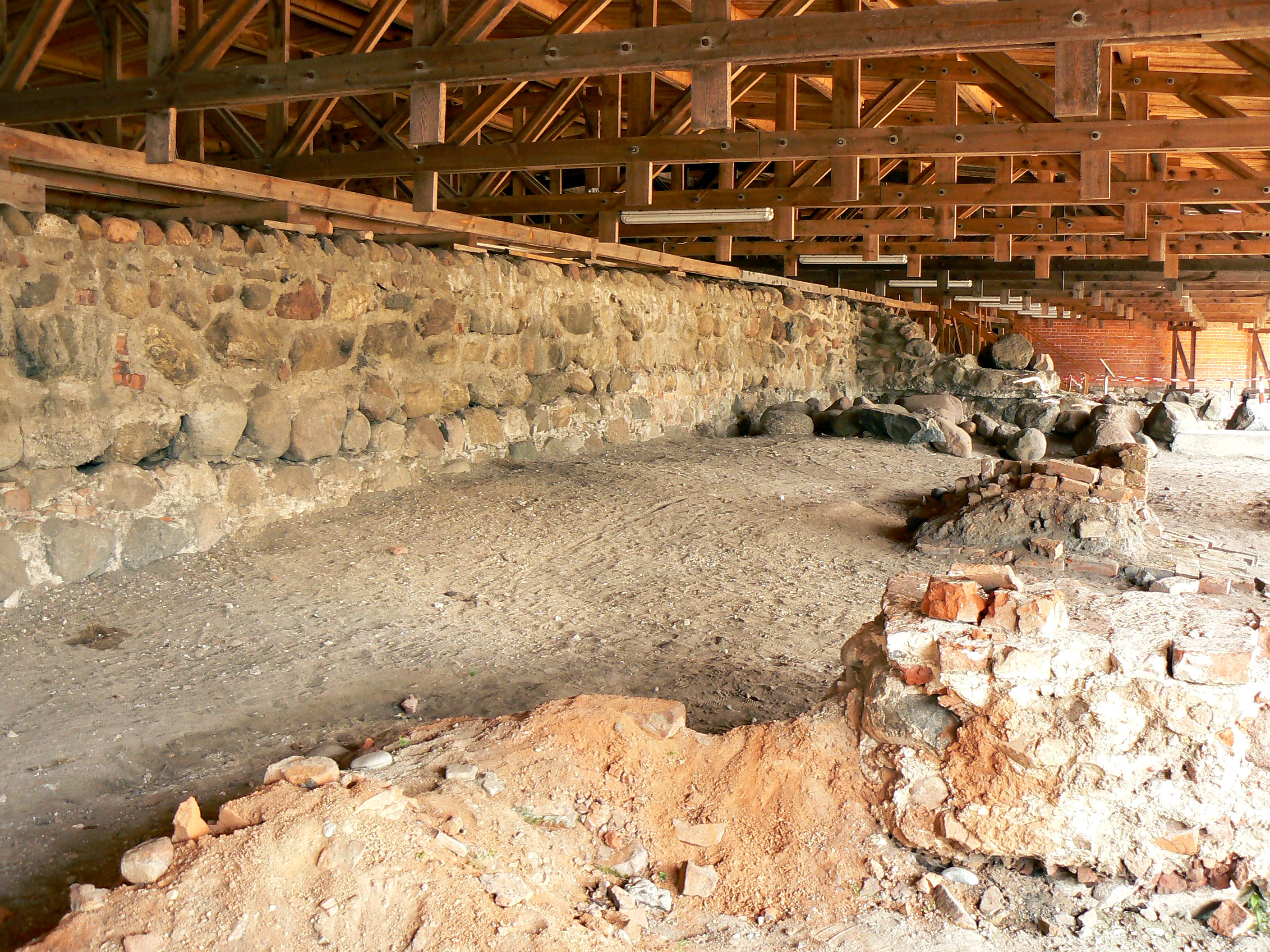
Rovine del castello di Klaipėda

Il castello di Klaipėda, anche detto castello di Memel, è un Ordensburg costruito dai Cavalieri teutonici a Klaipėda, città della Lituania sul Baltico chiamata Memel fino alla rivolta del 1923. Il castello, attestato nelle fonti già nel 1252, subì nel corso dei secoli numerose distruzioni e ricostruzioni. Durante il XIX secolo, fu demolito poiché aveva perso la sua importanza strategica. Durante il XX secolo furono effettuati dei lavori archeologici e nel 2002 fu istituito un museo sotto uno dei suoi baluardi. Attualmente, il castello è in fase di restauro.

## Storia
Durante il XIII secolo l'Ordine teutonico cristiano era impegnato in una guerra contro i prussiani; al fine di mettere al sicuro il loro bottino, i teutoni costruirono una serie di castelli nella zona. Uno di questi castelli avrebbe dovuto essere stato costruito tra i fiumi Nemunas e Danė. Un resoconto scritto di questa pianificazione risale al 1252, quando un Gran maestro dell'Ordine, rappresentato da Eberhard von Seyne, stipulò un accordo con il vescovo curoniano per la costruzione di tale fortificazione. Nello stesso anno i cristiani costruirono il castello e lo chiamarono Memelburg. Il castello era in legno, protetto da una torre, e si trovava in una zona paludosa. È probabile che questo primo castello si trovasse sulla riva sinistra del fiume Danė. Diventò presto un avamposto primario nella guerra tra gli Ordini cristiani e i pagani lituani alleati con i samogiti.
Nel 1253 fu eretto un nuovo castello in pietra sulla riva destra del fiume Danė, probabilmente per problemi dovuti alla depressione della zona su cui era stato costruito il primo. Il nuovo castello conteneva una recinzione; non si sa tuttora se avesse delle torri di difesa. Nel 1379 il castello fu distrutto durante un attacco dei samogiti e dei lituani. A questa distruzione seguì una ricostruzione; nel 1393 fu eretta una grande torre difensiva, che fu però distrutta dai lituani nello stesso anno. Fino al XV secolo continuarono sistematicamente espansioni e rinnovamenti del castello. Nel 1408 e nel 1409 il Gran maestro Ulrich von Jungingen arrivò genieri militari aggiuntivi, e il potenziamento del castello fu completo poco dopo nel 1409. Dopo che i Cavalieri teutonici persero la cruciale battaglia di Grunwald nel 1410, l'importanza militare del castello fu mantenuta, siccome i sovrani lituani consideravano questi territorio come parte del loro patrimonio. Nella metà del XV secolo il castello fu nuovamente potenziato per resistere assalti con armi da fuoco.
Siccome le tecnologie usate nelle battaglie continuavano ad evolvere, il castello fu ricostruito molte volte. Durante il XVI secolo fu poi potenziato in un bastione, diventando uno delle prime fortificazioni della regione. Tra il 1529 e il 1559 il castello fu migliorato da genieri francesi. Dopo la sua ricostruzione il castello aveva cinque torri associate all'edificio principale. La torre principale aveva probabilmente sei piani e aveva circa 15 metri di diametro. Nel 1629 il castello fu devastato da attacchi svedesi; fu poi danneggiato da un incendio. Nel 1757 il castello fu ancora danneggiato in una guerra con la Russia. L'ultima ricostruzione del castello è stata fatta nel 1763.
Nel tardo XVIII secolo il castello perse la sua importanza militare e cadde in disuso. Fu in parte demolito e le sue componenti e materiali furono vendute dalle autorità locali. Tra il 1872 e il 1874 furono demoliti gli edifici rimanenti.

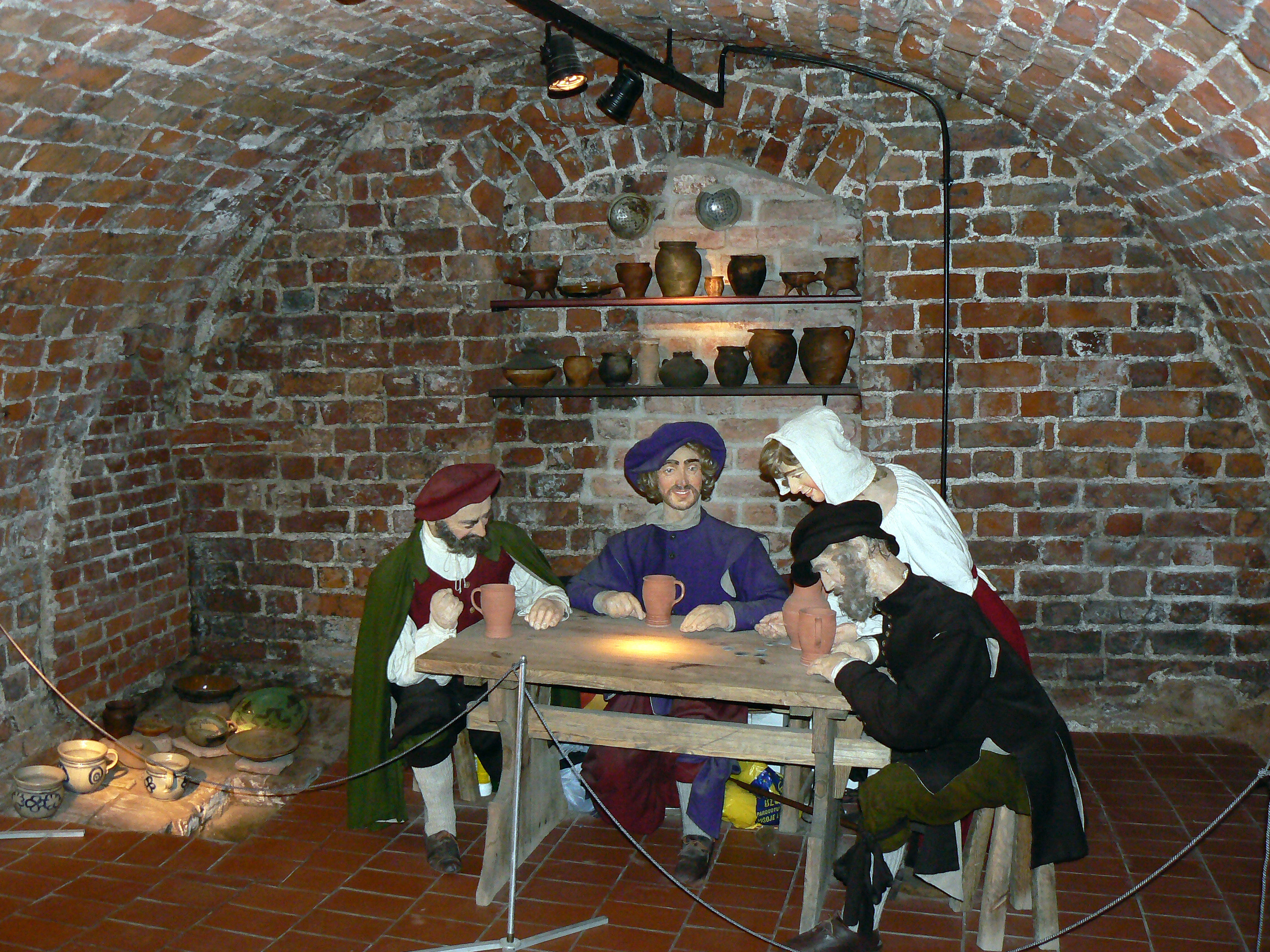
Il museo nella sezione rimasta del castello